# Hans Carl Günther von Jagemann
Hans Carl Günther von Jagemann (* 2. August 1859 in Grottkau; † 21. Januar 1926) war ein Professor für Germanistik an der Harvard University. Er war Präsident der Modern Language Association sowie Coeditor der Modern Language Notes.

## Herkunft
Seine Eltern waren der preußische Generalmajor Hans Karl Wilhelm von Jagemann (1814–1874) und dessen zweite Ehefrau Julie Ingermann (1821–1860).

## Leben
Er bekam seine schulische Bildung auf dem Gymnasium in Naumburg und besuchte dann die Universitäten in Leipzig und Tübingen. Im Jahr 1881 ging er nach Amerika und studierte an der neugegründeten Johns Hopkins University. Nach seinem Abschluss erwarb er dort 1884 den Doktortitel. Er ging dann als Professor für neue Sprachen an das Earlham College, 1886 wechselte er als Professor für germanische Sprachen an die Indiana University Bloomington, von dort ging er im Jahr 1889 an die Universität Harvard, wo er als Professor für germanische Philologie lehrte. 1913 wurde von Jagemann in die American Academy of Arts and Sciences gewählt.
Im Sommer 1925 trat er wegen einer schweren Erkrankung zurück, an der er mindestens seit 1905 gelitten hatte. Obwohl er einige Bücher veröffentlichte, sah er sich immer als akademischer Lehrer.
Jagemann heiratete am 10. Juni 1884 Frances Abbie Whitmann, eine Tochter des Kaufmanns Seymour Whitman (* 15. August 1805; † 11. März 1856) aus  Williamstown.